# Scottish Division One 1898/1899
Devátý ročník Scottish Division One (1. skotské fotbalové ligy) se konal od 20. srpna 1898 do 7. ledna 1899.
Sezonu vyhrál podruhé ve své historii klub Rangers FC. Nejlepším střelcem se stal opět hráč Rangers Robert Hamilton, který vstřelil 25 branek.